# Hüseyin Özdikmen
Hüseyin Özdikmen (né en 1966) est un entomologiste et taxonomiste turc.

## Biographie
Né en 1966.

## Éditeur
Il est éditeur en chef de Munis Entomology & Zoology